# لي يوان (لاعب سنوكر)
لي يوان (بالصينية المبسطة: 李远)‏ هو لاعب سنوكر صيني، ولد في 20 أكتوبر 1989.

## روابط خارجية
- لي يوان على موقع CueTracker.net (الإنجليزية)
- لي يوان على موقع بطولة العالم للسنوكر (الإنجليزية)